# Lantern Tower

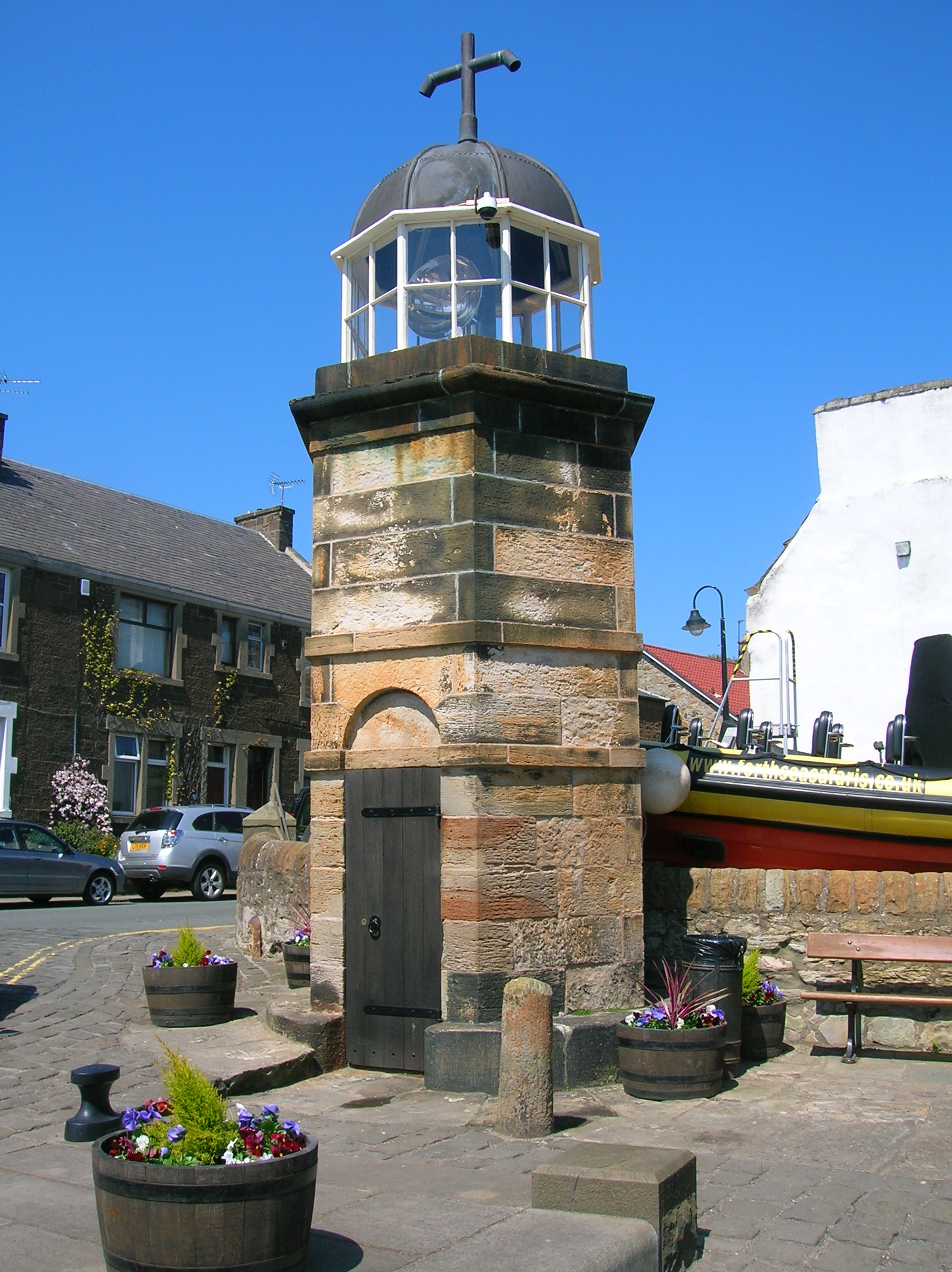
Lantern Tower

Der Lantern Tower, auch North Queensferry Lighthouse, ist ein Leuchtfeuer in der schottischen Ortschaft North Queensferry in der Council Area Fife. 1979 wurde das Bauwerk als Einzeldenkmal in die schottischen Denkmallisten in der höchsten Denkmalkategorie A aufgenommen. Des Weiteren bildet es zusammen mit dem Signal House Pier, dem Battery Pier und dem Signalhaus ein Denkmalensemble der Kategorie A.

## Geschichte
Spätestens seit dem Mittelalter war North Queensferry Standort eines Fähranlegers über den Firth of Forth, woher sich auch der Ortsname sowie der des gegenüberliegenden South Queensferrys ableitet. Im Jahre 1809 gründete sich die Forth Ferry Trustee Company. Per Parlamentsbeschluss wurden die Eigner des Fähranlegers im Folgejahr zum Verkauf der Fährrechte verpflichtet. In der Folge erhielten sie eine Kompensationszahlung in Höhe von 10.000 £. Die Anleger an beiden Ufern des Meeresarms befanden sich zu dieser Zeit in schlechtem Zustand. Aus diesem Grund wurde der schottische Ingenieur John Rennie mit der Überarbeitung und Erweiterung der Anlagen betraut. In diesem Zuge entstand zwischen 1810 und 1812 auch der Lantern Tower als Signalturm des Anlegers. Thomas Telford überarbeitete die Anlage im Jahre 1828. Mit der Eröffnung der Forth Road Bridge im Jahre 1964 wurde der Fährbetrieb in North Queensferry eingestellt und der Lantern Tower obsolet.

## Beschreibung
Der Lantern Tower steht am Fuß des Signal House Piers. Der fünf Meter hohe Sandsteinturm weist einen hexagonalen Grundriss mit einer Kantenlänge von 1,22 m auf, der auf einer 35 cm hohen, gerundeten Plinthe ruht. Seine hölzerne Eingangstüre ist in eine rundbogige Aussparung eingelassen. Zwei schmucklose Gesimse gliedern die Fassaden, die mit einem Kranzgesimse abschließen, horizontal. Darauf sitzt eine oktogonale Laterne mit abschließender Kupferkuppel. Das aufsitzende Kreuz besteht aus Röhren, welche der Ventilation dienen. Im Inneren befindet sich eine kurze Wendeltreppe.